# 雙性戀恐懼
雙性戀恐懼是指對雙性戀的恐懼、歧視或憎恨。雙性戀恐懼症者可能是同性恋也可能是异性恋等单性恋者，但未必和恐同症或恐異症有關，有些刻板印象仅針對雙性戀。

## 刻板印象
双性恋恐怖症者通常反感多性恋、多偶制、群交、群婚。有些時候，雙性戀還被控將性病傳入異性戀或女同性戀社群。還有一種普遍的刻板印象是雙性戀會跟任何人上床，這給雙性戀者招來很多無謂的困擾。通常，同性戀和異性戀人士對於雙性戀的印象，會各自再加上自己對異性戀和同性戀的恐懼。恐懼同性戀者會認為雙性戀者混亂性別。恐懼異性戀者會認為雙性戀是為了維持自己的特權而和恐同者共犯。另外，認為世界上只有同性戀和異性戀（都是單性戀）而沒有真正的雙性戀，也是一種刻板印象。
女同性戀者對雙性戀女性常有一種負面態度，那就是雙性戀女性終究會為了男人離開女人。異性戀男性被視為因為普遍的性別歧視與恐同症而佔有不平等的優勢。有些女同性戀女性主義者認為雙性戀女性是屈服於父權的女性。
雙性戀者可能被恐同人士打壓，因為恐同人士認為只有異性戀才是好性向。雙性戀者也可能被恐異人士打壓，男的雙性戀者特別容易遇到。
許多反雙性戀人士相信雙性戀只是一種趕流行的行為，一方面可能是青少年受到雙性戀偶像的影響、或者基於好奇兩者性向都予以嘗試；也有一些女性會以雙性戀行為實踐她們所認定的「性自由」、「性自主」。